# Vladan Lipovina
Vladan Lipovina (Cetiña, 7 de marzo de 1993) es un jugador de balonmano montenegrino que juega de lateral derecho en el Qadsia SC. Es internacional con la selección de balonmano de Montenegro.
En España es conocido por su paso por el BM Ciudad Encantada.

## Palmarés

### Lovcen
- Liga de Montenegro de balonmano (2): 2012, 2013
- Copa de Montenegro de balonmano (2): 2012, 2013

### SC Magdeburg
- Liga de Campeones de la EHF (1): 2023

## Clubes
- RK Lovcen ( -2013)
- BM Ciudad Encantada (2013-2014)
- RK Metalurg (2014)
- HSG Wetzlar (2014-2017)
- Al Nasr SC (2017)
- TV Hüttenberg (2017-2018)
- Rhein-Neckar Löwen (2018-2019)
- HBW Balingen-Weilstetten (2019-2022)
- HSG Wetzlar (2022-2023)
- SC Magdeburg (2023)
- Qadsia SC (2023- )